# Puffinus huttoni
La pardela de Hutton (Puffinus huttoni) es una especie de ave marina en la familia Procellariidae. Su nombre conmemora a Frederick Wollaston Hutton, un ex comisario del museo de Canterbury en Christchurch, Nueva Zelanda.

## Reproducción
Se reproduce en Nueva Zelanda, su cría se limita solo a dos colonias en Kaikoura Seaward Ranges en Kaikoura. Durante los meses de invierno migra a Australia Meridional. Cierta evidencia anecdótica sugiere que las aves pre-reproductoras circunnavegan Australia en los años previos a la madurez sexual.

## Conservación
Está amenazada principalmente por la pérdida de hábitat y la depredación de sus madrigueras de anidación por mamíferos introducidos. Con el fin de preservar la especie se ha establecido una nueva colonia en la península de Kaikoura.
A veces hacen aterrizajes forzosos en las carreteras, aparentemente confundiendo los caminos con aguas abiertas.